# Juvardeil
Juvardeil é uma comuna francesa na região administrativa da Pays de la Loire, no departamento de Maine-et-Loire. Estende-se por uma área de 18,95 km². Em 2010 a comuna tinha 824 habitantes (densidade: 43,5 hab./km²).